# Grand Serail (Aleppo)

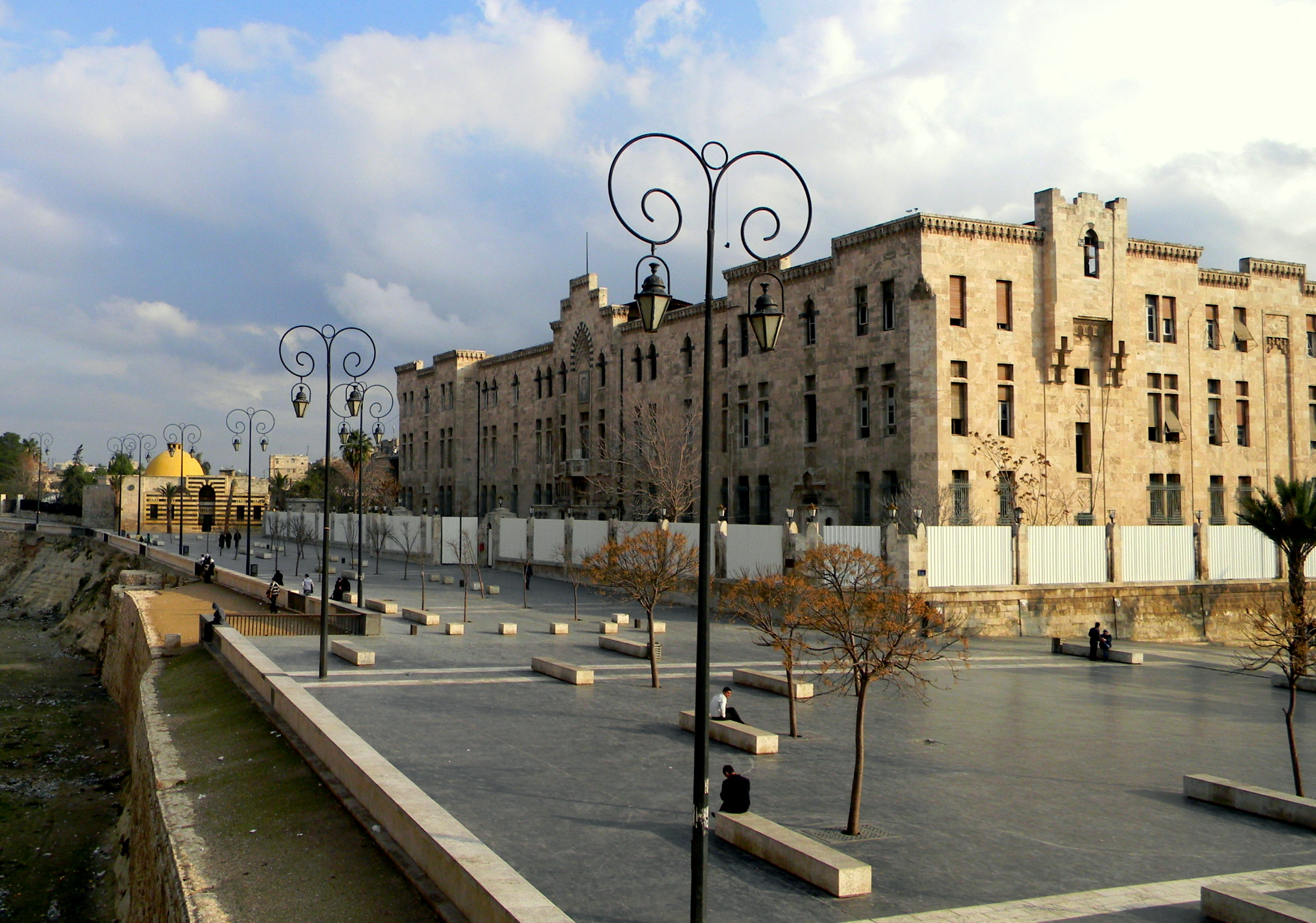
Grand Serail, foto genomen voor de Slag om Aleppo

De Grand Serail in de stad Aleppo (Syrië) was de residentie van de gouverneur van Aleppo van 1933 tot 2008. Soms wordt ook van de New Serail gesproken; de Arabische naam is al-Saray al-Kabir. Serail is een Turks woord voor regeringspaleis. 
Het gebouw was gelegen net buiten de oude stadsmuren van Aleppo. Het werd begin jaren 1930 gebouwd toen Syrië een Frans mandaatgebied was. In 2008 werd een nieuw stadhuis gebouwd waar de gouverneur zijn intrek nam. De Grand Serail verloor haar status als machtscentrum. Tijdens de Slag om Aleppo (2012-2016) werd het gebouw in puin geschoten en stortte het in door ondergrondse ontploffingen.